# Marc Zwiebler

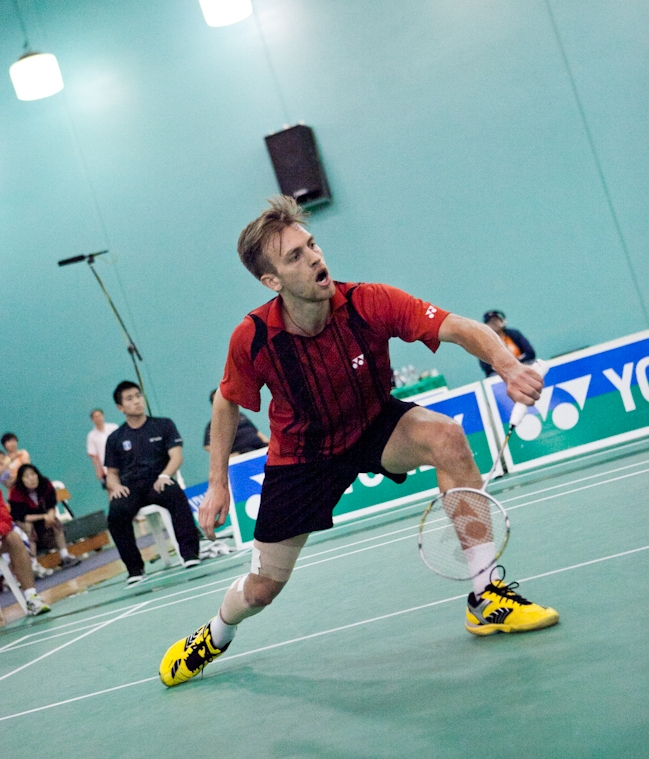
Marc Zwiebler in 2011

Marc Zwiebler (Bonn, 13 maart 1984) is een Duits badmintonner. Zwieber stond eind 2011 15e op de wereldranglijst, de op een na hoogst genoteerde Europese speler na de Deen Peter Gade. Hij nam namens Duitsland deel aan de Olympische Zomerspelen 2008, 2012 en 2016.